# كرة النار: زوار من عوالم مظلمة
كرة النار: زوار من عوالم مظلمة هو فيلم وثائقي لعام 2020 من إخراج فرنر هرتزوغ وكليف أوبنهايمر. يستكشف الفيلم التأثير الثقافي والروحي والعلمي للأحجار النيزكية والحفر التي تخلقها حول العالم.
عرض عالمياً لأول مرة في مهرجان تورونتو السينمائي الدولي في 10 سبتمبر 2020. تم إصداره على Apple TV + في 13 نوفمبر 2020.

## الإنتاج
جاء الإلهام للفيلم من زيارة كليف أوبنهايمر إلى مختبر كوري جنوبي يدرس ويعرض النيازك. مفتونًا بالطبيعة الغريبة للحجارة، و «الأهمية الثقافية للنيازك والحفر المؤثرة على المجتمعات البشرية في جميع أنحاء العالم»، تحدث مع فيرنر هيرزوغ حول إنشاء هذا الفيلم الوثائقي.
تم تصوير الفيلم في 12 موقعًا مختلفًا في 6 قارات مختلفة.

## الإصدار
في يوليو 2020، حصلت شركة أبل على حقوق توزيع الفيلم. عُرض الفيلم لأول مرة في مهرجان تورنتو السينمائي الدولي 2020 في 10 سبتمبر 2020. تم إصداره على Apple TV + في 13 نوفمبر 2020.

## الإستقبال
في موقع المراجعة روتن توميتوز، حصل الفيلم على نسبة موافقة «جديدة معتمدة» بنسبة 98٪ بناءً على 40 مراجعة، بمتوسط تقييم 7.20 / 10. يقول الإجماع النقدي للموقع، «يشبه إلى حد كبير الحطام الكوني الذي يحقق فيه، كرة النار: الزوار من العوالم المظلمة يتكون من أشياء عميقة - لكنها تضيء الشاشة بفضل الرهبة المعدية لـ فيرنر هيرزوغ»  على ميتاكريتيك، حصل الفيلم على متوسط مرجح قدره 72 من أصل 100، بناءً على 17 نقادًا، مما يشير إلى «المراجعات الإيجابية بشكل عام».
حصل الفيلم على ترشيح لجوائز اختيار النقاد لأفضل فيلم وثائقي لعام 2020.

## روابط خارجية
- Fireball: زوار من Darker Worlds - الموقع الرسمي
- Fireball: زوار من Darker Worlds على موقع IMDb
- Fireball: زوار من Darker Worlds على Rotten Tomatoes
- Fireball: زوار من Darker Worlds على Metacritic